# Grzegorz Sztabiński
Grzegorz Julian Sztabiński (ur. 9 kwietnia 1946 w Łodzi, zm. 13 listopada 2020) – polski filozof, teoretyk i historyk sztuki, malarz i twórca instalacji, prof. dr hab.

## Życiorys
Ukończył studia artystyczne w Państwowej Wyższej Szkole Sztuk Plastycznych w Łodzi w 1970 r. i filozoficzne na Uniwersytecie Łódzkim w 1972 r. Stopień doktora nauk humanistycznych uzyskał w Instytucie Filozofii i Socjologii PAN w Warszawie w 1980 r. Habilitował się w Uniwersytecie Łódzkim w roku 1990 na podstawie pracy zatytułowanej Problemy intelektualizacji sztuki w tendencjach awangardowych. 9 grudnia 1998 nadano mu tytuł profesora w zakresie sztuk plastycznych.
Od 1974 r. pracował w Uniwersytecie Łódzkim kierując Katedrą Estetyki (1993-2014) i Katedrą Historii Sztuki (1999-2009) na Wydziale Filozoficznym i Historycznym Uniwersytetu Łódzkiego. Od 1984 r. podjął równolegle pracę w PWSSP w Łodzi (aktualnie Akademii Sztuk Pięknych im. Władysława Strzemińskiego w Łodzi), gdzie prowadził zajęcia teoretyczne i kierował Zakładem Teorii i Historii Sztuki oraz prowadził Pracownię Kompozycji Intermedialnej na Wydziale Sztuk Wizualnych.

## Działalność naukowa
Specjalizował się w filozoficznych zagadnieniach sztuki XX wieku rozważanych na tle zagadnień estetyki współczesnej. W swoich badaniach podejmował temat intelektualizacji sztuki, który omawiał jako poszukiwanie przez artystów uzasadnień dla podejmowanych działań twórczych, co prowadziło do pisania przez nich tekstów teoretycznych. Tendencja ta nasiliła się w awangardzie XX wieku, jej skrajną manifestacją jest sztuka konceptualna. Innym podejmowanym przez niego zagadnieniem były przyczyny stosowania w malarstwie i rzeźbie, w szczególności dwudziestowiecznej, elementów geometrycznych. W swoich pracach odnosił się także do „innych idei” twórczości awangardowej – kwestii przez jej twórców nie wysuwanych na pierwszy plan w programach i manifestach, takich jak zagadnienia wspólnoty, wolności i autorytetu. Ich omówienie łączył ze wskazaniem roli pełnionej w koncepcjach filozoficznych, także postmodernistycznych. Oprócz tego w jego dorobku są teksty poświęcone historyczności sztuki, performatywności, autonomii, pamięci itp.
Za książkę Inne pojęcia estetyki otrzymał pośmiertnie Nagrodę im. Andrzeja Siemka.
Od 1994 roku był członkiem AICA (Association Internationale des Critiques d’Art). Od 1999 roku do śmierci był redaktorem naczelnym rocznika „Art Inquiry. Recherches sur les arts”.

### Książki
Problemy intelektualizacji sztuki w tendencjach awangardowych, Łódź 1991
Dlaczego geometria? Problemy współczesnej sztuki geometrycznej, Łódź 2004
Inne idee awangardy. Wspólnota, wolność, autorytet, Warszawa 2011
Inne pojęcia estetyki, Kraków 2020

### Artykuły (wybór)
Kompozycja i człowiek. Przyczynek do problemu intelektualizacji sztuki w tendencjach awangardowych, „Półrocznik Filozoficzny Młodych”, 1986, nr 2
Concrete Elements and Abstract Thought: Problems in Non-Mimetic Composition of Pictorial Elements in Paintings and Drawings, “Leonardo” 1988, nr 2
Awangarda a postmodernizm: zagadnienie cytatu w: „Awangarda w perspektywie postmodernizmu”, red. G. Dziamski, Poznań 1996

## Działalność artystyczna
Początkowo uprawiał konceptualną refleksję nad obrazem w malarstwie, rysunku i sporadycznie sztuce performance. Powtarzającym się motywem było drzewo lub większy fragment krajobrazu (cykl Pejzaże logiczne). Później zajął się problemem autocytatu – wielokrotnego powtarzania tego samego motywu za pomocą różnych środków. Zaczął tworzyć instalacje (cykle Cięcia i Pismo natury). W ostatnim okresie wpisywał swe wcześniejsze realizacje, uzupełniając je nowymi elementami, w różne wnętrza, często historyczne (np. kościół Mariacki we Frankfurcie nad Odrą, Centrum Sztuki Galeria EL w Elblągu). Od 1983 roku wchodził w skład międzynarodowej grupy artystów posługujących się językiem geometrii, spotykających się na corocznych plenerach i uczestniczy w organizowanych przez nich wystawach.

### Wybrane wystawy
Międzynarodowe Biennale Sztuki w São Paulo (1979)
Międzynarodowe Sympozjum Sztuki Performance w Lyonie (1981)
Sympozjum Sztuki Systemowej i Konstruktywistycznej w Madrycie (1989)  
Język Geometrii – półwiecze przemian w Radomiu (2016)